# 予想 (競馬)
予想とは、レースにおいて馬券に関連する着順で決勝線を通過する競走馬を予想することである。
この項では競馬における「馬券を的中させるために行う予想」について記述する。

## 予想の理論と実際
予想のための理論は多岐にわたる。
一般的な予想は、「競馬は強い馬、速い馬が勝つ」ということを前提とし、競走馬の「実力」を予想に強く反映させる。「実力」を算出するための要素としては、調教やレースにおける走破タイム、過去の実績、距離適性などを判断するための血統などがある。さらにレース出走馬の構成からレースの展開を予測し、若干の修正を加えて結論を出す。
一般的な予想理論で重視される要因を考慮しない理論も存在する。そのような理論には、競走馬の個性を無視して馬券対象になると思われる数字のみを予測する「出目理論」や、競馬の着順はあらかじめ主催者、あるいは「競馬の神様」によって決定されており、馬券の対象となる競走馬を暗示するメッセージ（サイン）が主催者発表の出馬表や広告、レース施行時の時事ニュースや世相などさまざまな情報に隠されているという前提に立ち、サインを読み取ることで馬券の対象となる競走馬を予想する「サイン理論」などがある。
なお、予想理論に関する著作物は数多く出版されており、競馬関連書籍の中で一大ジャンルを形成している。また、最近はウェブページやブログにおいて研究・発表を行う者も存在する。

### 主な予想理論
- スピード指数 - 競走馬の走破タイムをベースに、馬場条件や距離適性など何らかの補正を加えた指数を算出し、その指数上位馬の馬券を購入する方法。
- 出目理論 - その日のレースで多く馬券対象となっている番号を買い、対象となっていない番号を買わない方法。
- サイン理論（タカモト式） - 「競馬の結果は予め仕組まれている」ということを前提として、主催者のPR広告や、世相・時事ニュースなどから馬券対象とする競走馬や騎手（のサイン）を推理し、該当したものを購入するという方法。高本公夫が考案したタカモト式が有名。広義的な意味ではケントク買い（見得買い）の一種。
- AB-XY方式 - 上位人気の競走馬A・Bと下位人気の競走馬X・Yを組み合わせた馬券を「A-X、A-Y、B-X、B-Y」の組み合わせで購入する穴狙いの方法。発案者はテレビ番組『11PM』などに出演していた宮城昌康。

### 投票行動との関連性
カナダのウッドバイン競馬場でシーズンを通して行われた調査によると、オッズが3対1だった馬が勝利した割合はおよそ4回に1回であり、オッズが7対1だった馬が勝利した割合はおよそ8回に1回であった。この調査から予想屋でなくとも人々はある程度の予測はできていると考えられているが、一般の人々の予想には「本命・大穴バイアス」と呼ばれる欠陥があることも知られている。この「本命・大穴バイアス」とは穴馬馬に過剰に期待する人々がいるためパリミュチュエル方式のオッズにおいて両端に歪みを生じる現象をいう。

## 欧米における競馬予想
イギリスやアメリカのラスベガスには合法的な職業としてプロの予想屋が存在している。
アメリカの競馬の予想屋の団体であるプロフェッショナル・ハンディキャッパーズ・アソシエーションには100人を超える会員が加入している。これらの予想屋にはインターネット上で競馬予想を行ったり、前回のレース結果・前レースからの日数・ケガの状態・騎手・馬の重量・出走枠・馬場の状態などの要素をコンピュータ・モデルによって総合的に分析している者もいる。

## 日本における競馬予想

### 予想家
予想を専門的に行う者のことを予想家（よそうや）と言う。競馬新聞やスポーツ新聞に所属し取材の後に予想行為を行う記者であるトラックマンがその典型例である。
地方競馬においては、競馬主催者及び競馬場所有者が公認し、競馬場内の「場立ち」と呼ばれる所定の場所において自らの予想を販売する予想屋と呼ばれる職業予想家が存在する。
中央競馬においても自らの予想を販売する法人（馬券予想会社）や個人が多数存在するが、日本中央競馬会（JRA）は場内での予想屋とその予想の販売活動は一切公認していない。ただし競馬新聞についてはレースや出走馬に関する情報に付随して予想家による予想が行われているが、競馬新聞の業界団体への加盟など所定の要件を満たしているものについてはJRAは競馬場内における販売を許可している。
非公認で競馬場や場外馬券売場の内外で予想行為を行う者の一部には違法行為であるノミ行為をする者や闇社会などとも繋がりが存在する場合が少なくない。ノミ行為については参加させた側のみならず、参加した側も警察による取り調べの他、法により罰せられる事がある。競馬主催者もノミ行為防止の為、特に自施設内で非公認の予想屋として活動している者たちに対しては警察などと連携して取り締まりを実施しており、近年では関連法規の改正によりおとり捜査を利用した取り締まりも可能となっている。

### 予想が行われる媒体
かつて日本における予想はラジオ・テレビにおける競馬番組、競馬新聞、スポーツ新聞の競馬欄などで競馬評論家やトラックマン、競馬好きで知られる一部著名人などの限られた人間によって行われていたが、現在ではインターネットの普及により一般の競馬ファンがウェブページやブログなどにおいて予想を行うことも盛んとなっている。
1991年4月、白夜書房が発行しているパチンコ必勝ガイドの1コーナーとしてダウシング競馬予想を始めた。ところがその年の桜花賞、皐月賞と連続で高配当を的中させたことから評判となる。その後1993年のコーナー終了まで連載を続けた。

### 予想行為についての制限
日本においては、1960年代前半までは現役の騎手・調教師が新聞やテレビ・ラジオの競馬中継等で予想を公表することが一般的に行われていた。さらに遡れば、1950年には東京優駿で1番人気が確実であったクモノハナに騎乗予定の橋本輝雄が、競走の前夜に当時国民的メディアであったNHKラジオの人気番組にゲスト出演し、その際に馬場などの状況を挙げて「勝てるでしょう」と具体的に騎乗馬の勝利を予告して勝利したという出来事もあった。
だが、現在は現役の騎手や調教師、厩舎関係者・競馬主催者および統括団体の関係者については、競走の公正確保という観点から、公の場で結果予想や買い目を公表することは禁止されている。レース公正確保の観点から選手、主催者、統括団体の関係者による予想行為を禁止しているのはオートレース・競艇・競輪など他の公営競技いずれも同様である。
騎手や調教師が競走に勝利すべく作戦を練るため、事前にレース展開を予想する事は違反行為にはならない。しかし、これを具体的な買い目や「この有力馬は消える」などという結果予想の形で第三者に漏らせば違反行為となり、処罰の対象となる。また、レース枠順確定後にも時折見られるいわゆる“逃げ宣言”のコメントなどは、あくまで自身の騎乗場・管理馬を勝利させるための作戦の示唆・公表の範疇とされ違反ではないが、発言の場所・状況・内容次第によっては予想行為と受け取られる可能性がある。
そのため、テレビ・ラジオなどの競馬中継番組においても、ゲストやインタビューで出演した調教師・騎手や、統括団体の関係者の立場にある人物のコメントについて予想行為と取られ問題となることは、当該の人物の職業生命すら危うくしかねないものであるため、万一にもそのような事態を起こさないように、コメントを引き出す側であるアナウンサー・司会者・インタビュアーなどは自身の発言にも細心の注意を払っている。
自身が中央（地方）指定交流競走で出走する当日の開催レースに関連していない限りは、中央競馬の関係者が地方競馬の馬券を、また地方競馬の関係者が中央競馬の馬券を、それぞれ予想し購入したり、新聞などで予想行為を行ったりすることは可能である。地方競馬の著名騎手がスポーツ紙で中央競馬の予想コーナーを持つことが多く、木村健（騎手時代。現調教師）がスポーツニッポンで、森泰斗がスポーツ報知で毎週連載を担当している。また、スポーツ報知ではG1レースを中心に地方所属の女性騎手がコーナーを持つことが見られる。なお、テレビのバラエティ番組などでJRAの騎手がタレントと馬券勝負をする企画が一部で見られるが、この様な番組の収録は騎手自身が当日の競走に関連しない地方競馬場で行っている。
他方、騎手引退後に調教師や調教助手などの厩舎関係者に転身せず、一見した限りでは競馬サークルの内部から離れた部外者に見えても、実際には予想行為の制限対象に該当しているという人物もいる。知られる所では騎手として日本の最多勝記録を保持していた佐々木竹見がおり、引退後に地方競馬全国協会の管轄する地方競馬教養センターの参与に就任しており、現在でも地方競馬関係者の立場にあるという理由で、大井競馬場など地方競馬の競馬中継などにゲストとして出演する事はあっても、直接の買い目予想行為を行う事はない。
馬主は調教師や騎手などの競馬関係者と容易に接触することが可能であり、彼らの持つ秘密情報を知りうる立場であるにもかかわらず、予想行為の公表は一切禁止されていないし、馬券の購入も禁じられていない。ただし、地方競馬においては、限定した会員に有料で競馬予想情報を提供する事業（会員制競馬予想業）の運営者・従事者および関係者は馬主登録を受けることができない。したがって、既に馬主登録を受けている者がその地位を利用して厩舎などから入手した秘密情報を会員制競馬予想会社に提供した場合、馬主登録取り消しの対象となる。中央競馬にはこの種の規定はない。